# Jesenica
Jesenica – wieś w Słowenii, w gminie Cerkno. W 2018 roku liczyła 70 mieszkańców.